# شرکت آی‌مکس
شرکت آی‌مکس (انگلیسی: IMAX Corporation) یک شرکت تولید دوربین، تجهیزات و تأسیسات آی‌مکس در کشور کانادا است.
این شرکت که در سال ۱۹۶۸ تأسیس شده مقر اصلی آن در میسیساگا، کانادا است، آی‌مکس همچنین در شهرهای نیویورک، لس آنجلس، لندن و پکن نمایندگی‌های رسمی دارد. در ژوئن ۲۰۱۶ میلادی ۱۱۰۲ سالن سینما در ۶۹ کشور به سیستم پخش آی‌مکس مجهز شده‌اند.